# Borgofranco d’Ivrea
Borgofranco d’Ivrea (piemontesisch Borghfranch) ist eine Gemeinde  in der italienischen Metropolitanstadt Turin (TO), Region Piemont.

## Lage und Einwohner
Borgofranco d’Ivrea liegt 60 km nördlich von Turin an der Dora Baltea. Das Gemeindegebiet umfasst eine Fläche von 13,42 km² und hat 3468 Einwohner (Stand 31. Dezember 2023). Zur Gemeinde zählen die Fraktionen (Frazioni) Bajo Dora, Biò, Campagnola, Ivozio und San Germano. Die Stadt wird von der Aostatal-Staatsstraße 26, der Bahnstrecke Ivrea – Aosta, der Autobahn A5 und den Provinzstraßen Nr. 69 – 73 – 74 durchquert.
Die Nachbargemeinden sind Settimo Vittone, Andrate, Nomaglio, Brosso, Quassolo, Chiaverano, Montalto Dora und Lessolo.

## Partnerstadt
- Embrun

## Persönlichkeiten
- Giovanni Anselmo (1934–2023), Bildhauer, Objektkünstler und wichtiger Vertreter der Arte Povera